# Blådårar
Blådårar - Om kärleken till ett fotbollslag är en svensk dramadokumentär från 1997, skapad av Fredrik Gertten, Magnus Gertten och Stefan Berg. Handlingen kretsar kring fotbollslaget Malmö FF:s säsong i Allsvenskan samma år.
Filmen fick år 2001 en uppföljare, Blådårar 2 - Vägen tillbaka.

## Handling
Malmö FF är en anrik svensk fotbollsförening med ett otal SM-Guld och flera internationella meriter. Under första halvan av 1990-talet har dock framgångarna uteblivit och spelare, styrelse och supportrar har börjat misströsta. Men inför säsongen 1997 görs en storsatsning med ny tränare, nytt spelsystem och fokusering på de unga spelarna som förväntas lyfta laget till fornstora dagars berömmelse.

## Karaktärer i filmen
I filmen får vi möta ett antal personer med olika kopplingar till Malmö FF:
- Den fanatiske supportern Lasse Nilsson, som upplever svåra känslomässiga slitningar mellan hopp och förtvivlan allteftersom det alltid guldtippade Malmö FF blandar och ger på fotbollsplanen
- Lasses sambo Maria Salomonsson, som har en ängels tålamod med sin fotbollstokige och något emotionelle pojkvän
- Malmö FF:s högerback Mattias Thylander, som lever med pressen av att vara en lovande, men tillika ung och oerfaren, fotbollsspelare i en värld där kraven är skyhöga och tålamodet från styrelse och fans är kortvarigt
- Ordföranden i Malmö FF, Hans Cavalli-Björkman, som "lever med den enorma bördan av att vara ordförande i en förening som alltid förväntas vara bäst"
- Klubbens nytillträdde holländske tränare Frans Thijssen, som har skyhöga förväntningar på sig. Thijssen är en driven tränare med innovativa idéer, men hans tålamod med sina spelare är dessvärre inte lika stort
- Malmö FF:s anfallare Greger Andrijevski, som är petad ur laget och sur på Frans Thijssen för att han inte får spela
- Den gamle storspelaren Bosse Larsson, Malmö FF:s främste genom tiderna, som helt dragit sig tillbaka från fotbollen och numera lever ett vanligt liv som kontorsanställd
- Supporterklubbens ordförande Peter Åhlander som, liksom Lasse Nilsson, lider i takt med att Malmö FF sladdar i den allsvenska tabellen. Han har dessutom den svåra uppgiften att representera klubbens supportrar och föra dess talan gentemot klubbens mäktiga styrelse, ledd av Hans Cavalli-Björkman
- Mittfältaren och spelmotorn Anders Andersson, som får ett proffsanbud från en engelsk fotbollsklubb som inte går att motstå. Men tillvaron som proffs blir svårare än han väntat sig
- Den åldrande Egon "Todde" Jönsson som, trots att han varit engagerad i Malmö FF i över 50 år, såväl som gammal storspelare som hyllad ledare, har svårt att dölja att han tycker att klubbens framtid ser dyster ut

## Om filmen
Blådårar fick ett positivt mottagande i stora delar av Sverige och gick, utöver ett stort antal visningar i Malmö och övriga Skåne, även upp på biografer i Stockholm och Göteborg. Det visade sig att även de som har andra lag än Malmö FF som favoritlag kunde relatera till de känslor som Lasse Nilsson och andra supportrar förmedlar i filmen.

## Citat
- – Fan vad han maskar… Varna honom för sånt.
- – Hur kan han missa? Jag hade gjort mål där även om jag hade haft båda fötterna i gips.
- – Vi är ett mycket ungt lag, i vissa matcher så tror jag att medelåldern har varit runt 21, och det är väldigt ungt för att vara i Allsvenskan.
- – I takt med att man blir äldre blir man nog lite säkrare på sig själv.
- – Det är en stor börda att vara ordförande i en förening där man måste leva med den enorma press det är att alltid förväntas vara bäst. Och så blir det kanske inte så, och då blir ju i stället besvikelsen enorm över att man bara blivit tvåa. Det som skulle leda till karnevalstämning i Borås leder till "jaja…" i Malmö.
- – Frans är ju en bra tränare rent fotbollsmässigt, där håller han hög klass, men som människa och psykolog så har jag nog aldrig träffat någon sämre.
- – Jag har aldrig känt mig som en stjärna även om andra säger att jag faktiskt har varit det. Nej, jag har hållit en låg profil och varit en lojal lagspelare.
- – Alltså, gör de andra mål nu då vet jag fanimej inte vad jag gör.
- – Om man tänker på de pengar man kan tjäna som proffs… Det är rätt bra att ha dem på banken senare i livet.
- – Man ser inte Danmark idag. Det är disigt.
- – Att bara delta, det är värdelöst. "Delta" — det gör Degerfors, Trelleborg och AIK och sådana lag, de "deltar". MFF "vinner" — så är det bara.